# Подлесе (гміна Камениця-Польська)
Подлесе (пол. Podlesie) — село в Польщі, у гміні Камениця-Польська Ченстоховського повіту Сілезького воєводства.
У 1975-1998 роках село належало до Ченстоховського воєводства.